# Wiesner Henrik
Wiesner Henrik (Alsómisle, 1868. április 30. – ?, 1922. november 19. vagy november 22.) magyarországi neológ zsidó rabbi, Bezdán főrabbija.

## Élete
1887 és 1897 között a budapesti Rabbiképzőben tanult. 1896-ban avatták bölcsészdoktorrá, 1898-ban pedig rabbivá. 1900–1901-ben a Budai Izraelita Hitközség vallástanára volt. 1902-ben a bezdáni hitközség választotta meg Blitz Adolf (1823–1897) utódaként főrabbijává és haláláig, 20 éven keresztül itt is működött. 1922-ben hunyt el 54 éves korában. Esztori Parchi Kaftor Vaferach címmel 1896-ban egy tanulmánya megjelent.